# Кузьма (ім'я)
Кузьма́  або Козьма́ — чоловіче ім'я, народна форма канонічного імені Косма́, яке походить від грец. Κοσμᾶς, утвореного від κόσμος («порядок», «Космос»).
У деяких країнах існують неканонічні жіночі форми імені: італ. Cosima, «Козіма» (Cosimuccia, Cosimetta, Cosimina, Mina, Minuccia, Minetta, Minina, Mimi, Mima, Mimina, Mimma, Mimmina), рум. Cosmina, «Косміна». З відомих носійок — Козіма Вагнер, друга дружина композитора Ріхарда Вагнера.
Українські зменшувальні форми — Кузь, Кузя, Кузько, Кузема, Куземка, Куземочка, Кузьмичок, Кузьмина.

## Іменини
- За православним календарем (новий стиль) — 2 серпня і неділя після 7 лютого (священномученик Косма (В'язников)), 8 грудня і неділя після 7 лютого (священномученик Косма (Коротких)), 15 грудня і неділя після 7 лютого (преподобномученик Косма (Магда)), 16 листопада і неділя після 7 лютого (священномученик Косма (Петриченко)), 14 листопада (Косма Азійський), 30 жовтня (Косма Аравійський, Кілікійський), 23 червня (Косма Верхотурський), 31 липня (Косма Грузинський), 23 жовтня (Косма Зографський), 5 жовтня (Косма Зографський), 8 березня (Косма Зографський), 11 серпня (Косма Косінський, Старорусський), 25 жовтня (єпископ Косма Маїумський), 18 жовтня (Косма Монах), 14 липня (Косма Римський), 16 серпня (Косма Фаранський (Палестинський, Антіохійський)), 1 травня (Косма Халкідонський), 21 червня і 6 вересня (Косма Етолійський (Афонський, Албанський)), 27 жовтня і 3 березня (Косма Яхромський), 15 січня (архієпископ Косма Константинопольський), 11 листопада і неділя після 7 лютого (мученик Косма), 13 листопада (мученик Косма)[3].
- За католицьким календарем — 10 вересня (єпископ Косма Африканський), 26 вересня (мученик Косма Егейський), 6 лютого (мученик Косма Нагасакський (Такея))[4].

## Відомі носії
- Святий Косма — християнський святий, безсрібник. Разом зі своїм братом Даміаном вважається покровителем лікарів
- Козімо Медічі — флорентійський банкір і державний діяч
- Папа Інокентій VII (у миру — Козімо Джентіле Мільораті)
- Кузьма Заславський — волинський князь з роду Заславських на Острогу
- Кузьма Мінін (Кузьма Мініч Захар'єв Сухорукий) — російський національний герой
- Кузьма Борисович Богословський — штаб-лікар, лікував Тараса Шевченка на засланні
- Кузьма Бассарабець (справжнє ім'я Володимир Олександрович Бернатович) — український письменник, автор спогадів про похорони Тараса Шевченка
- Кузьма Якимович Безкровний — український громадський та політичний діяч
- Кузьма Олексійович Корж — український державний і політичний діяч
- Кузьма Прохорович Демидов — артист опери, драми і хоровий диригент
- Кузьма Павлович Німченко — український бандурист, композитор і письменник
- Кузьма Чорний (справжнє ім'я Микола Карлович Романовський) — білоруський прозаїк, драматург, публіцист
- Кузьма Гребенник — радянський офіцер, Герой Радянського Союзу
- Кузьма Іванович Галкін — партизан Німецько-радянської війни, Герой Радянського Союзу
- Кузьма Кіндратович Дубина — радянський історик, Заслужений діяч науки УРСР
- Кузьма Скрябін (справжнє ім'я Андрій Вікторович Кузьменко) — український співак, лідер гурту «Скрябін»